# 突貫小僧
『突貫小僧』（とっかんこぞう）は、1929年（昭和4年）11月24日公開の日本映画である。松竹キネマ製作・配給。監督は小津安二郎。モノクロ、スタンダード、サイレント、38分。初回興行は帝国館。

## 解説
当時の松竹蒲田撮影所所長・城戸四郎の「庶民の日常生活の中からユーモアや皮肉を探り、人生の真実を会得せよ」との指導方針に基づき、当時多数製作された短・中編映画の一本で、小津の前作『会社員生活』に参加した子役の青木富夫を起用して撮り上げたコメディ映画である。
当時、製作が予定されていた他の作品が突然中止になり、その埋め合わせとして急遽撮ることになった作品であるため、撮影期間が4日間ほどしかなく、昼間はロケーション撮影、夜は撮影所セットでの撮影という過密スケジュールだった。リハーサルが何度も続くため子役の青木は機嫌が悪く、あちこち逃げ回っては小津以下のスタッフを困らせた。また、小道具として菓子パンを使うシーンでは、青木がリハーサルで失敗を連発したため、多めに準備していたパンがなくなってしまい、その後のリハーサルでは綿で作ったもので代用したり、本番でも割れたパンのかけらをつなぎ合わせて使ったりしたというエピソードも残っている。
基本的なストーリーはオー・ヘンリーの短編小説『赤い酋長の身代金』に基づいているが、原作者として「野津忠二」という名前がクレジットされている。これは、野田高梧・小津・池田忠雄・大久保忠素の4人がそれぞれの名前を合成して名乗ったペンネームであり、当時日本に輸入され始めていた高価なドイツビールを飲むために松竹より原作料を得ることが目的であった。

## あらすじ
路地で子どもたちがかくれんぼで遊んでいる。そこへやって来た人さらいの文吉、子どもたちのひとり鉄坊に目をつけて「楽しいところへ連れていってあげよう」と鉄坊を連れ出す。その途中、鉄坊がぐずり出し、菓子パンやらおもちゃやらを買い与えてようやくおとなしくさせた。しかし、今度は変装用の付けひげをむしり取られるなどのいたずらに手を焼く。警官が近くにいることもあって文吉は気が気でない。
文吉はようやく親分の権寅のところに鉄坊を連れてきた。しかし鉄坊は、権寅のところでも腕白ぶりを発揮し、悪さのし放題。「どこかへ捨ててきてしまえ」という権寅に、文吉は再び元の場所まで鉄坊を連れて戻ってきた。そこでは鉄坊の仲間の子どもたちがまだ遊んでいる。鉄坊を見て集まってくる他の子たちに、鉄坊は大量のおもちゃを見せて「あのおじちゃんに買ってもらったんだ」と、こっそり帰りかける文吉を指さす。自分にもおもちゃを買ってもらおうという子どもたちに追いかけられ、大慌てで逃げ出す文吉であった。

## 批評・影響
中心となる登場人物は青木の演じる腕白な子どもであるが、共演する大人の斎藤達雄・坂本武の2人への小津の演技指導のおかげで、子役である青木の効果が出ているといわれた。しかし、作品自体は「ニュアンスのない無機的なもの」といわれ、当時の『キネマ旬報』では「小津のひとつのデッサンと見たほうがよい」と述べられている。
一方、青木は本作をきっかけに松竹蒲田の人気子役となり、「突貫小僧」の名で知られるようになったため、以後これを子役時代の芸名とした。また、松竹蒲田ではこれにあやかって「爆弾小僧」「アメリカ小僧」という芸名の子役も後に登場した。

## フィルムの発見と復元
本作はフィルムが失われたと長らく考えられていたが、1988年（昭和63年）に家庭用9.5mmフィルム版のプリントが発見された。これは映画評論家・山根貞男の知人であるフィルムコレクターが、他のコレクターから入手したもので、山根の仲介によってフィルムセンターに寄贈され、35mmフィルムに復元されて再公開された。発見されたプリントは公開当時の完全なものではなく、本作で撮影助手を務めていた厚田雄春によれば、冒頭の製作会社ロゴタイトル・クレジット部分やそれに続く短いカット3、4つほど、さらにエンドマークが欠落しており、中盤部分にも明らかに数コマから数秒ほど欠落している箇所がいくつかあるが、一シークエンスが丸々抜け落ちているようなことはないという。現在観ることのできるプリントは、この9.5 mm版プリントにタイトルなどを補ったものであり、無声映画期に一般的だった秒間18コマ (18 fps) のフレームレートで映写する場合でおよそ18分の長さであるが、現代の規格である24 fpsでの映写では14分ほどになり、本作が収録されている2003年（平成15年）発売のDVDでもこの長さになっている。同プリントは、2001年（平成13年）開催の第20回ポルデノーネ無声映画祭で上映された。
その後、2015年に映画ファンの遺族より京都市のおもちゃ映画ミュージアムに寄贈されたフィルムの中に本作があり、上述の家庭向け短縮版の欠落部分（タイトルシーンや字幕、冒頭部分など数分程度）が含まれていることが判明した。この部分は、翌2016年10月に京都国際映画祭で上映された。
また、2023年にも現存の14分のフィルムより6分長い16mmフィルムが発見されている。

## スタッフ
- 監督：小津安二郎
- 原案：野津忠二
- 脚本：池田忠雄
- 撮影：野村昊

## キャスト
- 人攫い文吉：斎藤達雄
- 鉄坊：青木富夫
- 人攫いの親分権寅：坂本武